# Дървонапълнен полимерен композит
Дървонапълненият полимерен композит (известен и със съкращението WPC (от английски: Wood Plastic Composite) е композитен материал, създаден на базата на дървесина и полимерни продукти.
За масовото му производство се използва рециклирана дървесина от дъскорезните и дървопреработвателните фабрики, полимерен продукт – поливинилхлорид (PVC), полиетилен (HDPE), полипропилен (PP), Акрилонитрил-бутадиен-стирен (ABS) и някои други видове термопласти. Рецептурата включва и различни добавки за стабилност и устойчивост.
Този тип композит е сравнително нов, като за първи път е създаден преди около 20 години в САЩ. WPC е алтернатива на естествената дървесина и е подходящ най-вече за външни приложения, поради високата си устойчивост на климатични колебания. Използва се за настилки на тераси, веранди, градински площадки и басейни, както и за направата на пейки, парапети, огради, кейове и др.
Сред най-известните търговски марки WPC са: TimberTech, Trex, JER Envirotech Архив на оригинала от 2009-02-18 в Wayback Machine. и др.
През 2007 г. в България е разработен Дървонапълнен Полимерен Композит на база полиетилен (HDPE) и е патенjован под търговското име DARVOLEX (патент вх. № 95670/26.04.07).
Дървонапълненият Полимерен Композит е характерен с високата си устойчивост във времето, като не се цепи, изкривява или променя цвета си с години. Поддръжката му е изключително лесна, като не е нужно да се третира с лакове, байцове, или минерални масла, а почистването му става само с вода. Това му дава голямо предимство пред естествената дървесина, която периодично трябва да се третира с различни агенти.
WPC е известен със своята екологична насоченост. За разлика от използването на естествена дървесина, което е свързано с изсичането на [горски масиви], WPC съдържа предимно рециклирани суровини, като в същото време не е канцерогенен и не отделя вредни вещества при производството и експлоатацията. Този тип композити могат да се рециклират, като бракът и остатъците при монтаж се вкарват повторно в производството.